# Список астероїдів (74801—74900)
| Назва                 | Тимчасове позначення | Дата відкриття  | Місце відкриття             | Відкривач                   |
| --------------------- | -------------------- | --------------- | --------------------------- | --------------------------- |
| (74801) 1999 SN18     | 1999 SN18            | 30 вересня 1999 | Сокорро (Нью-Мексико)       | LINEAR                      |
| (74802) 1999 SX19     | 1999 SX19            | 30 вересня 1999 | Сокорро (Нью-Мексико)       | LINEAR                      |
| (74803) 1999 SE22     | 1999 SE22            | 21 вересня 1999 | Станція Андерсон-Меса       | LONEOS                      |
| (74804) 1999 SZ26     | 1999 SZ26            | 30 вересня 1999 | Обсерваторія Кітт-Пік       | Spacewatch                  |
| (74805) 1999 TF       | 1999 TF              | 2 жовтня 1999   | Обсерваторія Клеть          | Обсерваторія Клеть          |
| (74806) 1999 TT       | 1999 TT              | 1 жовтня 1999   | Вішнянська обсерваторія     | Корадо Корлевіч             |
| (74807) 1999 TV       | 1999 TV              | 1 жовтня 1999   | Вішнянська обсерваторія     | Корадо Корлевіч             |
| (74808) 1999 TW1      | 1999 TW1             | 1 жовтня 1999   | Вішнянська обсерваторія     | Корадо Корлевіч             |
| (74809) 1999 TE2      | 1999 TE2             | 2 жовтня 1999   | Обсерваторія Фаунтін-Гіллс  | Чарльз Джулз                |
| (74810) 1999 TS4      | 1999 TS4             | 4 жовтня 1999   | Сокорро (Нью-Мексико)       | LINEAR                      |
| (74811) 1999 TH5      | 1999 TH5             | 1 жовтня 1999   | Обсерваторія Фарпойнт       | Ґері Гаґ                    |
| (74812) 1999 TN5      | 1999 TN5             | 1 жовтня 1999   | Вішнянська обсерваторія     | Корадо Корлевіч, Маріо Юріч |
| (74813) 1999 TB7      | 1999 TB7             | 6 жовтня 1999   | Вішнянська обсерваторія     | Корадо Корлевіч, Маріо Юріч |
| (74814) 1999 TD8      | 1999 TD8             | 5 жовтня 1999   | Обсерваторія Фаунтін-Гіллс  | Чарльз Джулз                |
| (74815) 1999 TG8      | 1999 TG8             | 7 жовтня 1999   | Обсерваторія Фаунтін-Гіллс  | Чарльз Джулз                |
| (74816) 1999 TX8      | 1999 TX8             | 1 жовтня 1999   | Фарра-д'Ізонцо              | Фарра-д'Ізонцо              |
| (74817) 1999 TZ8      | 1999 TZ8             | 6 жовтня 1999   | Фарра-д'Ізонцо              | Фарра-д'Ізонцо              |
| (74818) 1999 TW10     | 1999 TW10            | 7 жовтня 1999   | Обсерваторія Ньйоска        | Стефано Спозетті            |
| (74819) 1999 TG11     | 1999 TG11            | 9 жовтня 1999   | Обсерваторія Фаунтін-Гіллс  | Чарльз Джулз                |
| (74820) 1999 TN11     | 1999 TN11            | 7 жовтня 1999   | Обсерваторія Сайдинг-Спрінг | Роберт Макнот               |
| (74821) 1999 TP13     | 1999 TP13            | 10 жовтня 1999  | Обсерваторія Чрні Врх       | Обсерваторія Чрні Врх       |
| (74822) 1999 TA15     | 1999 TA15            | 12 жовтня 1999  | Обсерваторія Фаунтін-Гіллс  | Чарльз Джулз                |
| (74823) 1999 TD15     | 1999 TD15            | 10 жовтня 1999  | Обсерваторія Ґекко          | Тецуо Каґава                |
| 74824 Тартер (Tarter) | 1999 TJ16            | 12 жовтня 1999  | Обсерваторія Фаунтін-Гіллс  | Чарльз Джулз                |
| (74825) 1999 TE17     | 1999 TE17            | 15 жовтня 1999  | Вішнянська обсерваторія     | Корадо Корлевіч             |
| (74826) 1999 TN17     | 1999 TN17            | 13 жовтня 1999  | Обсерваторія Модри          | Адріан Галад, Петер Колені  |
| (74827) 1999 TW17     | 1999 TW17            | 4 жовтня 1999   | Станція Сінлун              | SCAP                        |
| (74828) 1999 TB21     | 1999 TB21            | 7 жовтня 1999   | Обсерваторія Ґудрайк-Піґотт | Рой Такер                   |
| (74829) 1999 TR21     | 1999 TR21            | 2 жовтня 1999   | Обсерваторія Кітт-Пік       | Spacewatch                  |
| (74830) 1999 TX22     | 1999 TX22            | 3 жовтня 1999   | Обсерваторія Кітт-Пік       | Spacewatch                  |
| (74831) 1999 TU25     | 1999 TU25            | 3 жовтня 1999   | Сокорро (Нью-Мексико)       | LINEAR                      |
| (74832) 1999 TH26     | 1999 TH26            | 3 жовтня 1999   | Сокорро (Нью-Мексико)       | LINEAR                      |
| (74833) 1999 TZ26     | 1999 TZ26            | 3 жовтня 1999   | Сокорро (Нью-Мексико)       | LINEAR                      |
| (74834) 1999 TN30     | 1999 TN30            | 4 жовтня 1999   | Сокорро (Нью-Мексико)       | LINEAR                      |
| (74835) 1999 TW30     | 1999 TW30            | 4 жовтня 1999   | Сокорро (Нью-Мексико)       | LINEAR                      |
| (74836) 1999 TS31     | 1999 TS31            | 4 жовтня 1999   | Сокорро (Нью-Мексико)       | LINEAR                      |
| (74837) 1999 TD33     | 1999 TD33            | 4 жовтня 1999   | Сокорро (Нью-Мексико)       | LINEAR                      |
| (74838) 1999 TK34     | 1999 TK34            | 3 жовтня 1999   | Каталінський огляд          | Каталінський огляд          |
| (74839) 1999 TZ34     | 1999 TZ34            | 3 жовтня 1999   | Сокорро (Нью-Мексико)       | LINEAR                      |
| (74840) 1999 TW35     | 1999 TW35            | 6 жовтня 1999   | Сокорро (Нью-Мексико)       | LINEAR                      |
| (74841) 1999 TH36     | 1999 TH36            | 11 жовтня 1999  | Станція Андерсон-Меса       | LONEOS                      |
| (74842) 1999 TS38     | 1999 TS38            | 1 жовтня 1999   | Каталінський огляд          | Каталінський огляд          |
| (74843) 1999 TB39     | 1999 TB39            | 3 жовтня 1999   | Каталінський огляд          | Каталінський огляд          |
| (74844) 1999 TV39     | 1999 TV39            | 3 жовтня 1999   | Каталінський огляд          | Каталінський огляд          |
| (74845) 1999 TP40     | 1999 TP40            | 5 жовтня 1999   | Каталінський огляд          | Каталінський огляд          |
| (74846) 1999 TO41     | 1999 TO41            | 2 жовтня 1999   | Обсерваторія Кітт-Пік       | Spacewatch                  |
| (74847) 1999 TE49     | 1999 TE49            | 4 жовтня 1999   | Обсерваторія Кітт-Пік       | Spacewatch                  |
| (74848) 1999 TS49     | 1999 TS49            | 4 жовтня 1999   | Обсерваторія Кітт-Пік       | Spacewatch                  |
| (74849) 1999 TP51     | 1999 TP51            | 4 жовтня 1999   | Обсерваторія Кітт-Пік       | Spacewatch                  |
| (74850) 1999 TO63     | 1999 TO63            | 7 жовтня 1999   | Обсерваторія Кітт-Пік       | Spacewatch                  |
| (74851) 1999 TL65     | 1999 TL65            | 8 жовтня 1999   | Обсерваторія Кітт-Пік       | Spacewatch                  |
| (74852) 1999 TV65     | 1999 TV65            | 8 жовтня 1999   | Обсерваторія Кітт-Пік       | Spacewatch                  |
| (74853) 1999 TW73     | 1999 TW73            | 10 жовтня 1999  | Обсерваторія Кітт-Пік       | Spacewatch                  |
| (74854) 1999 TT78     | 1999 TT78            | 11 жовтня 1999  | Обсерваторія Кітт-Пік       | Spacewatch                  |
| (74855) 1999 TR87     | 1999 TR87            | 15 жовтня 1999  | Обсерваторія Кітт-Пік       | Spacewatch                  |
| (74856) 1999 TN88     | 1999 TN88            | 2 жовтня 1999   | Сокорро (Нью-Мексико)       | LINEAR                      |
| (74857) 1999 TT88     | 1999 TT88            | 2 жовтня 1999   | Сокорро (Нью-Мексико)       | LINEAR                      |
| (74858) 1999 TU88     | 1999 TU88            | 2 жовтня 1999   | Сокорро (Нью-Мексико)       | LINEAR                      |
| (74859) 1999 TW89     | 1999 TW89            | 2 жовтня 1999   | Сокорро (Нью-Мексико)       | LINEAR                      |
| (74860) 1999 TZ89     | 1999 TZ89            | 2 жовтня 1999   | Сокорро (Нью-Мексико)       | LINEAR                      |
| (74861) 1999 TW90     | 1999 TW90            | 2 жовтня 1999   | Сокорро (Нью-Мексико)       | LINEAR                      |
| (74862) 1999 TB91     | 1999 TB91            | 2 жовтня 1999   | Сокорро (Нью-Мексико)       | LINEAR                      |
| (74863) 1999 TC91     | 1999 TC91            | 2 жовтня 1999   | Сокорро (Нью-Мексико)       | LINEAR                      |
| (74864) 1999 TF91     | 1999 TF91            | 2 жовтня 1999   | Сокорро (Нью-Мексико)       | LINEAR                      |
| (74865) 1999 TG91     | 1999 TG91            | 2 жовтня 1999   | Сокорро (Нью-Мексико)       | LINEAR                      |
| (74866) 1999 TA93     | 1999 TA93            | 2 жовтня 1999   | Сокорро (Нью-Мексико)       | LINEAR                      |
| (74867) 1999 TB93     | 1999 TB93            | 2 жовтня 1999   | Сокорро (Нью-Мексико)       | LINEAR                      |
| (74868) 1999 TC93     | 1999 TC93            | 2 жовтня 1999   | Сокорро (Нью-Мексико)       | LINEAR                      |
| (74869) 1999 TN94     | 1999 TN94            | 2 жовтня 1999   | Сокорро (Нью-Мексико)       | LINEAR                      |
| (74870) 1999 TJ96     | 1999 TJ96            | 2 жовтня 1999   | Сокорро (Нью-Мексико)       | LINEAR                      |
| (74871) 1999 TT97     | 1999 TT97            | 2 жовтня 1999   | Сокорро (Нью-Мексико)       | LINEAR                      |
| (74872) 1999 TC98     | 1999 TC98            | 2 жовтня 1999   | Сокорро (Нью-Мексико)       | LINEAR                      |
| (74873) 1999 TO98     | 1999 TO98            | 2 жовтня 1999   | Сокорро (Нью-Мексико)       | LINEAR                      |
| (74874) 1999 TA99     | 1999 TA99            | 2 жовтня 1999   | Сокорро (Нью-Мексико)       | LINEAR                      |
| (74875) 1999 TH100    | 1999 TH100           | 2 жовтня 1999   | Сокорро (Нью-Мексико)       | LINEAR                      |
| (74876) 1999 TN103    | 1999 TN103           | 3 жовтня 1999   | Сокорро (Нью-Мексико)       | LINEAR                      |
| (74877) 1999 TU103    | 1999 TU103           | 3 жовтня 1999   | Сокорро (Нью-Мексико)       | LINEAR                      |
| (74878) 1999 TK104    | 1999 TK104           | 3 жовтня 1999   | Сокорро (Нью-Мексико)       | LINEAR                      |
| (74879) 1999 TP104    | 1999 TP104           | 3 жовтня 1999   | Сокорро (Нью-Мексико)       | LINEAR                      |
| (74880) 1999 TY104    | 1999 TY104           | 3 жовтня 1999   | Сокорро (Нью-Мексико)       | LINEAR                      |
| (74881) 1999 TE105    | 1999 TE105           | 3 жовтня 1999   | Сокорро (Нью-Мексико)       | LINEAR                      |
| (74882) 1999 TV105    | 1999 TV105           | 3 жовтня 1999   | Сокорро (Нью-Мексико)       | LINEAR                      |
| (74883) 1999 TC108    | 1999 TC108           | 4 жовтня 1999   | Сокорро (Нью-Мексико)       | LINEAR                      |
| (74884) 1999 TM109    | 1999 TM109           | 4 жовтня 1999   | Сокорро (Нью-Мексико)       | LINEAR                      |
| (74885) 1999 TY110    | 1999 TY110           | 4 жовтня 1999   | Сокорро (Нью-Мексико)       | LINEAR                      |
| (74886) 1999 TA113    | 1999 TA113           | 4 жовтня 1999   | Сокорро (Нью-Мексико)       | LINEAR                      |
| (74887) 1999 TE113    | 1999 TE113           | 4 жовтня 1999   | Сокорро (Нью-Мексико)       | LINEAR                      |
| (74888) 1999 TG115    | 1999 TG115           | 4 жовтня 1999   | Сокорро (Нью-Мексико)       | LINEAR                      |
| (74889) 1999 TU116    | 1999 TU116           | 4 жовтня 1999   | Сокорро (Нью-Мексико)       | LINEAR                      |
| (74890) 1999 TW116    | 1999 TW116           | 4 жовтня 1999   | Сокорро (Нью-Мексико)       | LINEAR                      |
| (74891) 1999 TZ116    | 1999 TZ116           | 4 жовтня 1999   | Сокорро (Нью-Мексико)       | LINEAR                      |
| (74892) 1999 TQ118    | 1999 TQ118           | 4 жовтня 1999   | Сокорро (Нью-Мексико)       | LINEAR                      |
| (74893) 1999 TX118    | 1999 TX118           | 4 жовтня 1999   | Сокорро (Нью-Мексико)       | LINEAR                      |
| (74894) 1999 TB119    | 1999 TB119           | 4 жовтня 1999   | Сокорро (Нью-Мексико)       | LINEAR                      |
| (74895) 1999 TL120    | 1999 TL120           | 4 жовтня 1999   | Сокорро (Нью-Мексико)       | LINEAR                      |
| (74896) 1999 TO121    | 1999 TO121           | 4 жовтня 1999   | Сокорро (Нью-Мексико)       | LINEAR                      |
| (74897) 1999 TN122    | 1999 TN122           | 4 жовтня 1999   | Сокорро (Нью-Мексико)       | LINEAR                      |
| (74898) 1999 TL123    | 1999 TL123           | 4 жовтня 1999   | Сокорро (Нью-Мексико)       | LINEAR                      |
| (74899) 1999 TQ123    | 1999 TQ123           | 4 жовтня 1999   | Сокорро (Нью-Мексико)       | LINEAR                      |
| (74900) 1999 TO124    | 1999 TO124           | 4 жовтня 1999   | Сокорро (Нью-Мексико)       | LINEAR                      |